# Иванчи
Иванчи (укр. Іванчі) — село в Полицкой сельской общине Варашского района Ровненской области Украины.
До 2020 года входило во Владимирецкий район.
Население по переписи 2001 года составляло 977 человек. Почтовый индекс — 34375. Телефонный код — 3634. Код КОАТУУ — 5620888003.